# Before Tomorrow Comes
Singles de Alter Bridge
Watch Over You
(2008) Isolation
(2010)
Before Tomorrow Comes est le sixième single du groupe Alter Bridge sorti en 2008.